# Casa Dawson

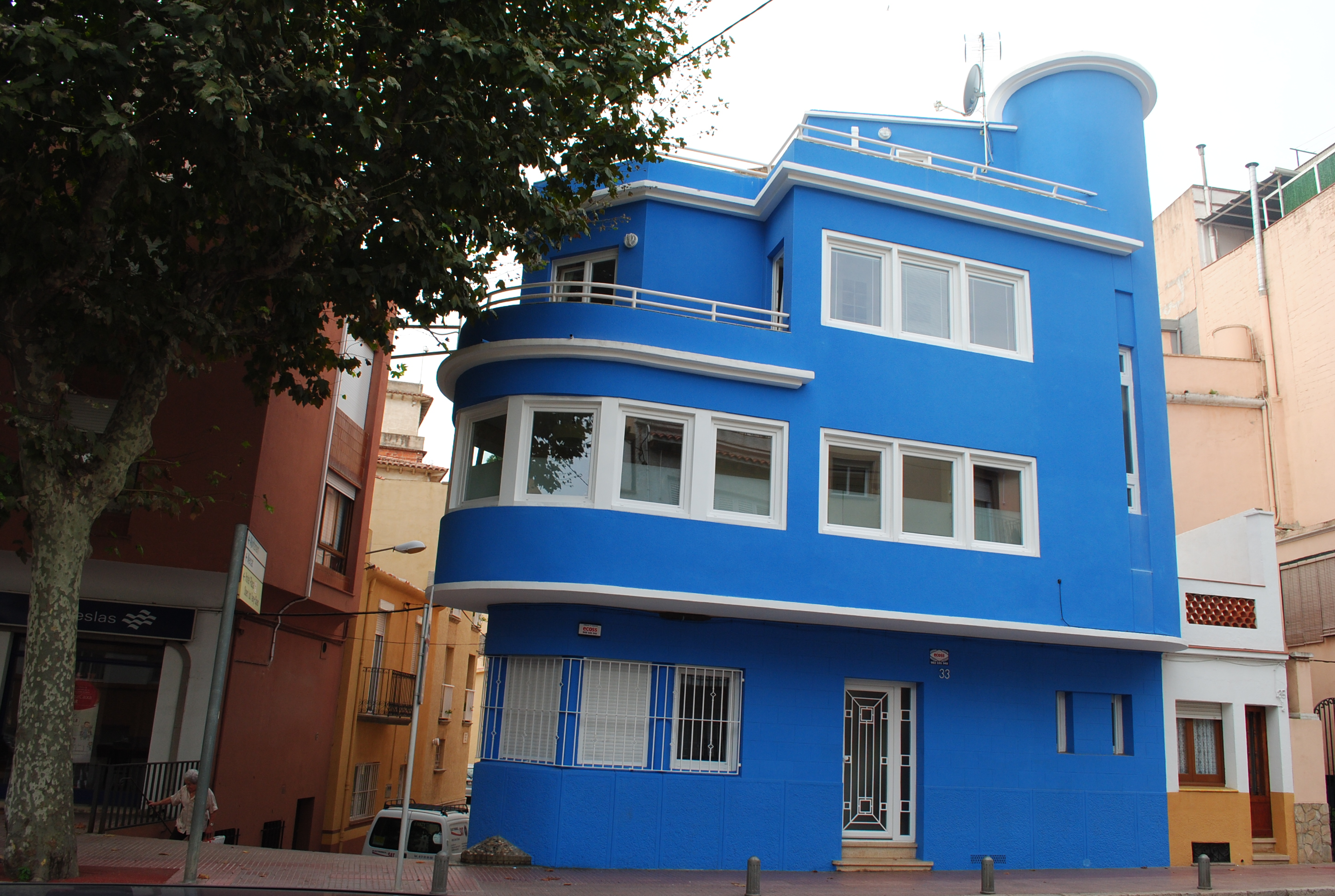
Fachada principal de la Casa Dawson, en la calle Juli Garrete, 33, de San Felíu de Guixols

Casa Dawson es un edificio del arquitecto español Joan Bordàs. La edificación, construida en 1941 en el municipio de San Felíu de Guixols (Gerona, España), está inscrita en el Catálogo de bienes protegidos del Plan de ordenación urbanística municipal (PGOU).

## Descripción
Es una casa unifamiliar de tres plantas, uno de los primeros edificios de la ciudad de estilo moderno, pero conjugando todavía elementos de la tradición arquitectónica más clásica. Los rasgos novedosos más característicos son la esquina de forma curvada y los pórticos que permiten la galería volada del primer piso.